# Молодіжний чемпіонат Європи з футболу 2002 (кваліфікація)
Молодіжний чемпіонат Європи з футболу 2002, кваліфікація — відбірний етап чемпіонату Європи, що відбувся з 1 вересня 2000 по 27 жовтня 2001.

## Група 1
|            | І | В | Н | П | МЗ | МП | РМ  | О  |
| ---------- | - | - | - | - | -- | -- | --- | -- |
| Швейцарія  | 8 | 4 | 4 | 0 | 22 | 10 | +12 | 16 |
| Росія      | 8 | 4 | 3 | 1 | 23 | 9  | +14 | 15 |
| Югославія  | 8 | 4 | 3 | 1 | 22 | 11 | +11 | 15 |
| Словенія   | 8 | 2 | 2 | 4 | 10 | 10 | 0   | 8  |
| Люксембург | 8 | 0 | 0 | 8 | 1  | 38 | −37 | 0  |

| - Швейцарія 3-1 Росія - Люксембург 0-3 Югославія - Люксембург 1-5 Словенія - Словенія 0-0 Швейцарія - Росія 2-0 Люксембург - Югославія 3-3 Швейцарія - Росія 0-0 Словенія - Швейцарія 6-0 Люксембург - Словенія 1-2 Югославія - Югославія 2-2 Росія | - Словенія 1-0 Люксембург - Росія 2-0 Югославія - Швейцарія 2-1 Словенія - Люксембург 0-10 Росія - Швейцарія 2-2 Югославія - Словенія 1-3 Росія - Люксембург 0-3 Швейцарія - Югославія 2-1 Словенія - Югославія 8-0 Люксембург - Росія 3-3 Швейцарія |

## Група 2
|            | І | В | Н | П | МЗ | МП | РМ  | О  |
| ---------- | - | - | - | - | -- | -- | --- | -- |
| Португалія | 8 | 6 | 1 | 1 | 22 | 4  | +18 | 19 |
| Нідерланди | 8 | 5 | 2 | 1 | 20 | 7  | +13 | 17 |
| Ірландія   | 8 | 4 | 1 | 3 | 10 | 7  | +3  | 13 |
| Кіпр       | 8 | 3 | 0 | 5 | 9  | 17 | −8  | 9  |
| Естонія    | 8 | 0 | 0 | 8 | 2  | 28 | −26 | 0  |

| - Нідерланди 2-0 Ірландія - Естонія 1-3 Португалія - Кіпр 0-1 Нідерланди - Португалія 3-1 Ірландія - Нідерланди 1-1 Португалія - Ірландія 1-0 Естонія - Кіпр 0-1 Ірландія - Кіпр 3-1 Естонія - Португалія 3-0 Нідерланди - Нідерланди 4-2 Кіпр | - Естонія 0-5 Нідерланди - Ірландія 0-1 Португалія - Естонія 0-3 Ірландія - Португалія 7-0 Кіпр - Естонія 0-3 Кіпр - Ірландія 1-1 Нідерланди - Кіпр 1-0 Португалія - Нідерланди 6-0 Естонія - Ірландія 3-0 Кіпр - Португалія 4-0 Естонія |

## Група 3
|                   | І  | В | Н | П | МЗ | МП | РМ  | О  |
| ----------------- | -- | - | - | - | -- | -- | --- | -- |
| Чехія             | 10 | 9 | 0 | 1 | 28 | 5  | +23 | 27 |
| Болгарія          | 10 | 5 | 3 | 2 | 16 | 17 | −1  | 18 |
| Данія             | 10 | 4 | 3 | 3 | 18 | 12 | +6  | 15 |
| Ісландія          | 10 | 3 | 2 | 5 | 13 | 17 | −4  | 11 |
| Північна Ірландія | 10 | 2 | 2 | 6 | 12 | 21 | −9  | 8  |
| Мальта            | 10 | 0 | 4 | 6 | 5  | 20 | −15 | 4  |

| - Болгарія 1-0 Чехія - Ісландія 0-0 Данія - Північна Ірландія 1-1* Мальта - Болгарія 2-0 Мальта - Чехія 2-1 Ісландія - Північна Ірландія 0-3 Данія - Данія 2-2 Болгарія - Мальта 0-1 Чехія - Ісландія 2-5 Північна Ірландія - Мальта 0-0 Данія - Північна Ірландія 0-2 Чехія - Болгарія 1-0 Ісландія - Болгарія 2-0 Північна Ірландія - Чехія 3-0 Данія - Мальта 1-1 Ісландія | - Данія 3-4 Чехія - Ісландія 3-0 Мальта - Північна Ірландія 1-1 Болгарія - Данія 3-0 Мальта - Ісландія 3-2 Болгарія - Чехія 4-0 Північна Ірландія - Данія 2-0 Північна Ірландія - Ісландія 0-1 Чехія - Мальта 2-2 Болгарія - Болгарія 3-1 Данія - Чехія 3-0 Мальта - Північна Ірландія 1-3 Ісландія - Данія 4-0 Ісландія - Мальта 2-2 Північна Ірландія - Чехія 8-0 Болгарія |

(*) Мальті зарахована поразка 3-0 за участь дискваліфікованого гравця.

## Група 4
|                    | І  | В | Н | П | МЗ | МП | РМ  | О  |
| ------------------ | -- | - | - | - | -- | -- | --- | -- |
| Туреччина          | 10 | 7 | 2 | 1 | 19 | 6  | +13 | 23 |
| Швеція             | 10 | 5 | 4 | 1 | 19 | 6  | +13 | 19 |
| Словаччина         | 10 | 4 | 4 | 2 | 13 | 7  | +6  | 16 |
| Молдова            | 10 | 2 | 3 | 5 | 6  | 13 | −7  | 9  |
| Азербайджан        | 10 | 2 | 3 | 5 | 4  | 17 | −13 | 9  |
| Північна Македонія | 10 | 1 | 2 | 7 | 6  | 18 | −12 | 5  |

| - Азербайджан 0-5 Швеція - Туреччина 1-0 Молдова - Словаччина 2-0 Македонія - Молдова 0-3 Словаччина - Македонія 1-2 Азербайджан - Швеція 0-0 Туреччина - Молдова 3-0 Македонія - Азербайджан 1-2 Туреччина - Словаччина 1-1 Швеція - Туреччина 0-1 Словаччина - Швеція 2-0 Македонія - Азербайджан 0-0 Молдова - Македонія 1-4 Туреччина - Словаччина 5-0 Азербайджан - Молдова 0-2 Швеція | - Туреччина 3-0 Азербайджан - Швеція 4-0 Словаччина - Македонія 2-0 Молдова - Туреччина 2-0 Македонія - Азербайджан 0-0 Словаччина - Швеція 3-0 Молдова - Словаччина 0-1 Туреччина - Молдова 1-0 Азербайджан - Македонія 1-1 Швеція - Туреччина 4-1 Швеція - Азербайджан 1-0 Македонія - Словаччина 0-0 Молдова - Молдова 2-2 Туреччина - Швеція 0-0 Азербайджан - Македонія 1-1 Словаччина |

## Група 5
|          | І  | В | Н | П | МЗ | МП | РМ  | О  |
| -------- | -- | - | - | - | -- | -- | --- | -- |
| Україна  | 10 | 6 | 1 | 3 | 14 | 13 | +1  | 19 |
| Польща   | 10 | 5 | 3 | 2 | 20 | 14 | +6  | 18 |
| Норвегія | 10 | 6 | 0 | 4 | 21 | 12 | +9  | 18 |
| Білорусь | 10 | 5 | 1 | 4 | 21 | 14 | +7  | 16 |
| Вірменія | 10 | 4 | 2 | 4 | 10 | 15 | −5  | 14 |
| Уельс    | 10 | 0 | 1 | 9 | 4  | 22 | −18 | 1  |

|          | Вірменія | Білорусь | Норвегія | Польща | Україна | Уельс |
| -------- | -------- | -------- | -------- | ------ | ------- | ----- |
| Вірменія | —        | 1–0      | 2–0      | 2–0    | 1–2     | 1–0   |
| Білорусь | 5–0      | —        | 1–0      | 3–3    | 1–2     | 4–1   |
| Норвегія | 5–1      | 5–1      | —        | 1–2    | 3–1     | 2–0   |
| Польща   | 1–1      | 0–4      | 3–0      | —      | 3–0     | 2–1   |
| Україна  | 1–0      | 1–0      | 1–3      | 2–2    | —       | 1–0   |
| Уельс    | 1–1      | 1–2      | 0–2      | 0–4    | 0–3     | —     |

## Група 6
|           | І | В | Н | П | МЗ | МП | РМ | О  |
| --------- | - | - | - | - | -- | -- | -- | -- |
| Бельгія   | 6 | 4 | 1 | 1 | 8  | 2  | +6 | 13 |
| Хорватія  | 6 | 3 | 2 | 1 | 9  | 6  | +3 | 11 |
| Шотландія | 6 | 2 | 2 | 2 | 6  | 6  | 0  | 8  |
| Латвія    | 6 | 0 | 1 | 5 | 3  | 12 | −9 | 1  |

| - Латвія 1-3 Шотландія - Бельгія 2-1 Хорватія - Латвія 0-2 Бельгія - Хорватія 3-1 Шотландія - Хорватія 2-1 Латвія - Шотландія 0-1 Бельгія - Бельгія 3-0 Латвія - Латвія 1-1 Хорватія - Шотландія 0-1 Хорватія - Бельгія 0-0 Шотландія - Хорватія 1-0 Бельгія - Шотландія 1-0 Латвія |

## Група 7
|                      | І | В | Н | П | МЗ | МП | РМ  | О  |
| -------------------- | - | - | - | - | -- | -- | --- | -- |
| Франція              | 8 | 6 | 2 | 0 | 16 | 6  | +10 | 20 |
| Іспанія              | 8 | 5 | 1 | 2 | 13 | 7  | +6  | 16 |
| Ізраїль              | 8 | 4 | 0 | 4 | 16 | 13 | +3  | 12 |
| Австрія              | 8 | 2 | 2 | 4 | 7  | 14 | −7  | 8  |
| Боснія і Герцеговина | 8 | 0 | 1 | 7 | 5  | 17 | −12 | 1  |

| - Боснія і Герцеговина 0-2 Іспанія - Франція 3-0 Ізраїль - Франція 2-1 Австрія - Іспанія 1-0 Ізраїль - Австрія 2-1 Іспанія - Ізраїль 2-1 Боснія і Герцеговина - Боснія і Герцеговина 0-1 Франція - Ізраїль 3-4 Франція - Боснія і Герцеговина 0-0 Австрія - Іспанія 1-1 Франція | - Австрія 0-2 Ізраїль - Австрія 1-1 Франція - Іспанія 5-1 Боснія і Герцеговина - Ізраїль 0-1 Іспанія - Іспанія 2-0 Австрія - Боснія і Герцеговина 2-4 Ізраїль - Австрія 2-1 Боснія і Герцеговина - Франція 3-0 Іспанія - Франція 1-0 Боснія і Герцеговина - Ізраїль 5-1 Австрія |

## Група 8
|          | І | В | Н | П | МЗ | МП | РМ  | О  |
| -------- | - | - | - | - | -- | -- | --- | -- |
| Італія   | 8 | 6 | 1 | 1 | 14 | 5  | +9  | 19 |
| Румунія  | 8 | 5 | 1 | 2 | 13 | 5  | +8  | 16 |
| Угорщина | 8 | 5 | 0 | 3 | 12 | 9  | +3  | 15 |
| Литва    | 8 | 2 | 0 | 6 | 5  | 17 | −12 | 6  |
| Грузія   | 8 | 1 | 0 | 7 | 9  | 17 | −8  | 3  |

| - Румунія 2-0* Литва - Угорщина 0-3 Італія - Литва 2-1 Грузія - Італія 1-1 Румунія - Литва 0-1 Угорщина - Італія 3-2 Грузія - Угорщина 4-1 Литва - Румунія 0-1 Італія - Грузія 0-3 Румунія - Італія 1-0 Литва | - Румунія 1-0 Угорщина - Грузія 0-2 Італія - Литва 1-0 Румунія - Угорщина 2-1 Грузія - Грузія 0-2 Угорщина - Литва 0-3 Італія - Угорщина 1-3 Румунія - Грузія 4-1 Литва - Італія 0-2 Угорщина - Румунія 2-1 Грузія |

(*) Литовцям зараховано поразку 3-0 за участь дискваліфікованого гравця.

## Група 9
|           | І | В | Н | П | МЗ | МП | РМ  | О  |
| --------- | - | - | - | - | -- | -- | --- | -- |
| Англія    | 8 | 5 | 2 | 1 | 18 | 8  | +10 | 17 |
| Греція    | 8 | 5 | 1 | 2 | 14 | 6  | +8  | 16 |
| Німеччина | 8 | 5 | 1 | 2 | 18 | 7  | +11 | 16 |
| Фінляндія | 8 | 1 | 1 | 6 | 7  | 20 | −13 | 4  |
| Албанія   | 8 | 1 | 1 | 6 | 3  | 19 | −16 | 4  |

| - Фінляндія 3-0 Албанія - Німеччина 2-1 Греція - Англія 1-1 Німеччина - Греція 3-1 Фінляндія - Фінляндія 2-2 Англія - Албанія 0-1 Греція - Німеччина 8-0 Албанія - Англія 4-0 Фінляндія - Албанія 0-1 Англія - Греція 2-0 Німеччина | - Фінляндія 1-3 Німеччина - Греція 0-0 Албанія - Греція 3-1 Англія - Албанія 0-1 Німеччина - Німеччина 1-2 Англія - Албанія 3-0 Фінляндія - Англія 5-0 Албанія - Фінляндія 0-3 Греція - Англія 2-1 Греція - Німеччина 2-0 Фінляндія |

## Збірні, що посіли 2 місця у групах
| Група   | Група      | І | В | Н | П | МЗ | МП | РМ | О  |
| ------- | ---------- | - | - | - | - | -- | -- | -- | -- |
| Група 9 | Греція     | 6 | 4 | 0 | 2 | 14 | 6  | +8 | 12 |
| Група 4 | Швеція     | 6 | 3 | 2 | 1 | 11 | 5  | +6 | 11 |
| Група 5 | Польща     | 6 | 3 | 2 | 1 | 13 | 10 | +3 | 11 |
| Група 6 | Хорватія   | 6 | 3 | 2 | 1 | 9  | 6  | +3 | 11 |
| Група 2 | Нідерланди | 6 | 3 | 2 | 1 | 9  | 7  | +2 | 11 |
| Група 8 | Румунія    | 6 | 3 | 1 | 2 | 8  | 4  | +4 | 10 |
| Група 7 | Іспанія    | 6 | 3 | 1 | 2 | 6  | 6  | 0  | 10 |
| Група 3 | Болгарія   | 6 | 3 | 1 | 2 | 9  | 14 | −5 | 10 |
| Група 1 | Росія      | 6 | 2 | 3 | 1 | 11 | 9  | +2 | 9  |

## Плей-оф
Матчі пройшли 9 та 10 листопада, матчі-відповіді 13 та 14 листопада 2001.
| Команда 1  | Заг.    | Команда 2  | 1-й матч | 2-й матч |
| ---------- | ------- | ---------- | -------- | -------- |
| Швеція     | 3–4     | Бельгія    | 3–2      | 0–2      |
| Греція     | 4–2     | Туреччина  | 3–0      | 1–2      |
| Нідерланди | 2–3     | Англія     | 2–2      | 0–1      |
| Іспанія    | 2–2 (ч) | Португалія | 2–1      | 0–1      |
| Хорватія   | 1–1 (ч) | Чехія      | 1–1      | 0–0      |
| Польща     | 2–5     | Італія     | 2–5      | 0–0      |
| Румунія    | 0–5     | Франція    | 0–1      | 0–4      |
| Україна    | 2–4     | Швейцарія  | 1–2      | 1–2      |